# Theodor Billroth
Christian Albert Theodor Billroth (Bergen na Rügenu, 26. travnja 1829. – Opatija, 6. veljače 1894.), austrijski kirurg, kojeg se smatra ocem moderne abdominalne kirurgije, te glazbenik. 
Kao glazbenik cijeli život je bio prijatelj skladatelja Johannesa Brahmsa, bio je patron bečke glazbene scene toga vremena i prvi je pokušao znanstvenu analizu glazbe.

## Životopis
Rođen je u Bergenu na Rügenu (Njemačka) 26. travnja 1829. godine. 
Billroth je završio u Greifswaldu, te je kasnije i studirao medicinu na Sveučilištu u Greifswaldu. Karijeru je nastavio na Svečilištu u Göttingenu, gdje je došao slijedeći profesora Wilhelma Bauma, a doktorirao je na Sveučilištu u Berlinu. Profesor kirurgije postao je 1867. godine na Sveučilištu u Beču. Zajedno s Rudolfom Wagnerom (1805. – 1864.) i Georgom Meissnerom (1829. – 1905.), Billroth je boravio u Trstu gdje su proučavali ribe drhtulje (rod lat. Torpedo). 
Bio je učitelj i prijatelj mnogim hrvatskim liječnicima koji su studirali u Beču, a 1887. godine izabran je za počasnoga člana Hrvatskog liječničkog zbora (Sbora liečnika kr. Hrvatske i Slavonije). Već je od 1872. upozoravao na bioklimatske pogodnosti Opatije te ju je svojim pacijentima preporučivao za oporavak. Zahvaljujući njegovu autoritetu, Opatija je 1889. proglašena lječilišnim mjestom, a u njoj se Billroth u poznim životnim godinama stalno nastanio. Njegova pisma iz Opatije objavljena su, zajedno s drugim pismima, u knjizi Briefe von Theodor Billroth (Hannover i Leipzig 1895). Na opatijskome šetalištu Lungomare, uz crkvu sv. Jakova, podignuto mu je 1965. spomen-obilježje.
Preminuo je u Opatiji 1894.g.

## Kirurgija
Billroth je u svome znanstvenom radu prvi uveo koncept revizije, prikazivanja svih rezultata, dobrih i loših, što je dovelo do otvorene rasprave o morbiditetu, mortalitetu, te boljeg odabira pacijenata za operativne zahvate.
Billroth je izravno zaslužan za brojne pomake u kirurgiji; prva ezofagektomija (1871.), prva laringektomija (1873.), i najznačajnije prva gastrektomija zbog karcinom želuca (1881.). Legenda kaže da su Billroth kamenovali do smrti na ulicama Beča nakon što je pacijent preminuo poslije prvog pokušaja gastrektomije.
Billrothov rad i metode značajno su utjecali na modernu kirurgiju, a suradnjom i učenjem je ostavio trag na brojne nasljednike od kojih su među najznačajnijima za modernu kirurgiju Alexander von Winiwarter, Jan Mikulicz-Radecki, John B. Murphy i William Halsted.

## Vanjske poveznice

### Sestrinski projekti
|  | Zajednički poslužitelj ima stranicu o temi Theodor Billroth    |
|  | Zajednički poslužitelj ima još gradiva o temi Theodor Billroth |